# Pont suspendu de la Rivière de l'Est
Ne doit pas être confondu avec Pont de la Rivière de l'Est.
Le pont suspendu de la Rivière de l'Est ou pont des Anglais est un pont suspendu qui permet le franchissement de la Rivière de l'Est, fleuve de l'île de La Réunion faisant office de frontière communale entre Saint-Benoît et Sainte-Rose. D'une portée maximale de 152 mètres, il était le pont le plus long du monde lors de sa livraison en 1894. Il est aujourd'hui fermé, remplacé par le nouveau pont de la Rivière de l'Est.

## Caractéristiques

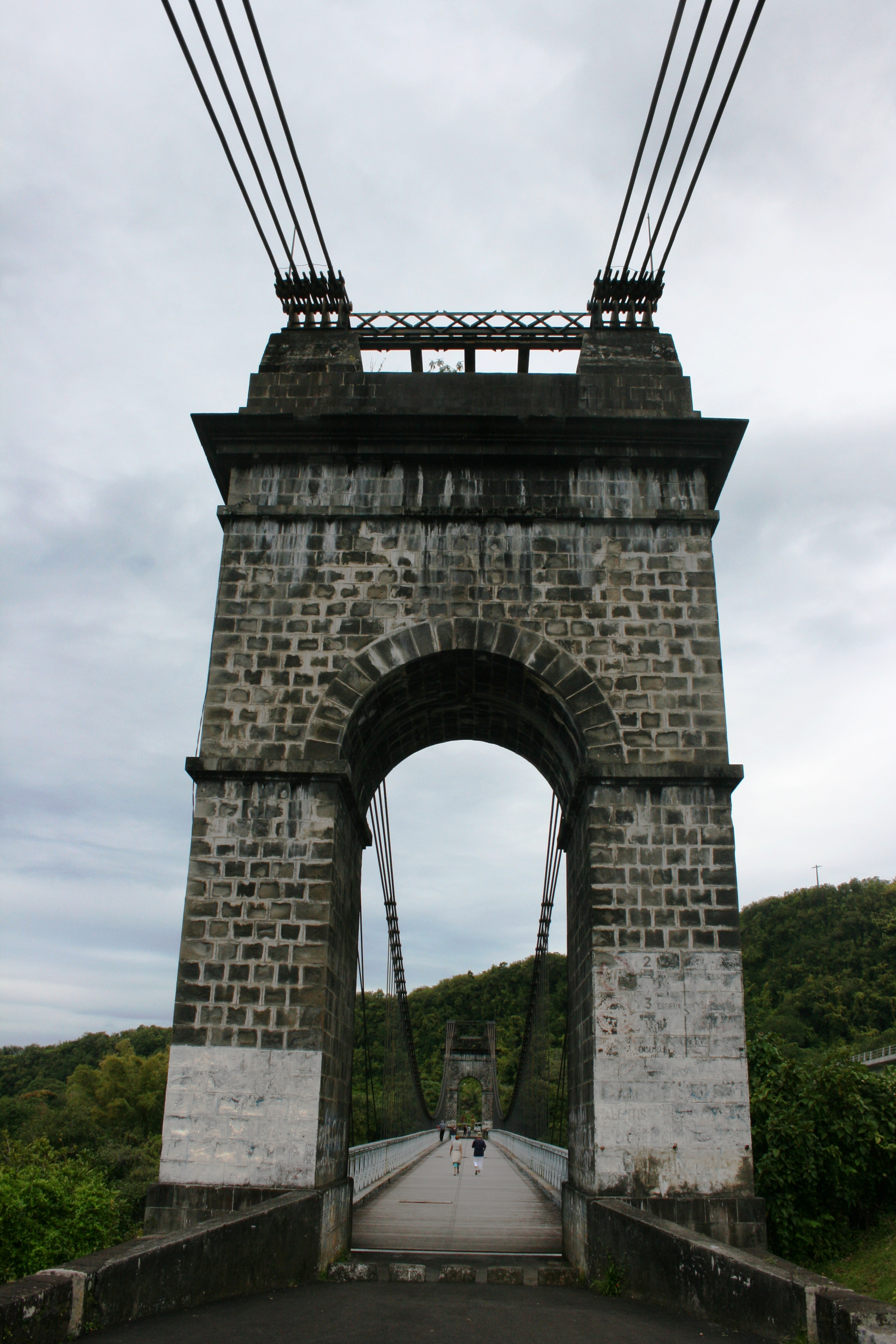
La pile nord-ouest du pont vue depuis Saint-Benoît.

Le pont est monté sur deux piles de maçonnerie. Son tablier de bois long de 150 mètres est porté par 103 kilomètres de câbles, 61 tonnes de tôle et 25 000 kilogrammes de fonte.

## Histoire

### Construction
Les rivières qui strient la commune de Saint-Benoît dans le sens de la pente représentaient autrefois de véritables obstacles à l'essor économique de l'île de La Réunion. Jusqu'en 1894, date de la livraison du pont, on enjambait la Rivière de l'Est au moyen de passerelles réservées aux piétons et on traversait son lit grâce à des radiers qu'empruntaient les charrettes et les voitures particulières. Le fleuve submergeait ces gués de temps à autre, au gré de son débit changeant.
En 1862, l'ingénieur Pierre-Joseph Bonnin est chargé du pontage des rives de la Rivière de l'Est. La structure doit remplacer un précédent ouvrage d'art situé plus en aval, balayé au bout de seulement trois ans après son inauguration. Il choisit de bâtir un pont suspendu à l'endroit où le lit est le plus étroit puis commence d'ambitieux travaux.
Le chantier est interrompu en 1867 du fait de la persistance de la crise économique dans la colonie et n'est relancé qu'en 1888 après qu'une délégation du conseil général a manqué la noyade en tentant de franchir un radier en crue. Deux projets sont alors déposés : Gustave Eiffel propose un pont en arc d'acier et tablier de bois pour 435 000 francs ou en tôle et chaussée empierrée pour 485 000 francs, et l'ingénieur Ferdinand Arnodin propose la construction d'un pont métallique, suspendu et à haubans utilisant les deux piles de maçonnerie construites selon les plans de Pierre-Joseph Bonnin. Le projet de ce dernier, moins coûteux, est finalement retenu.
Le pont est fabriqué en France métropolitaine à compter de 1892 et livré à la circulation deux ans plus tard.

### Évolution

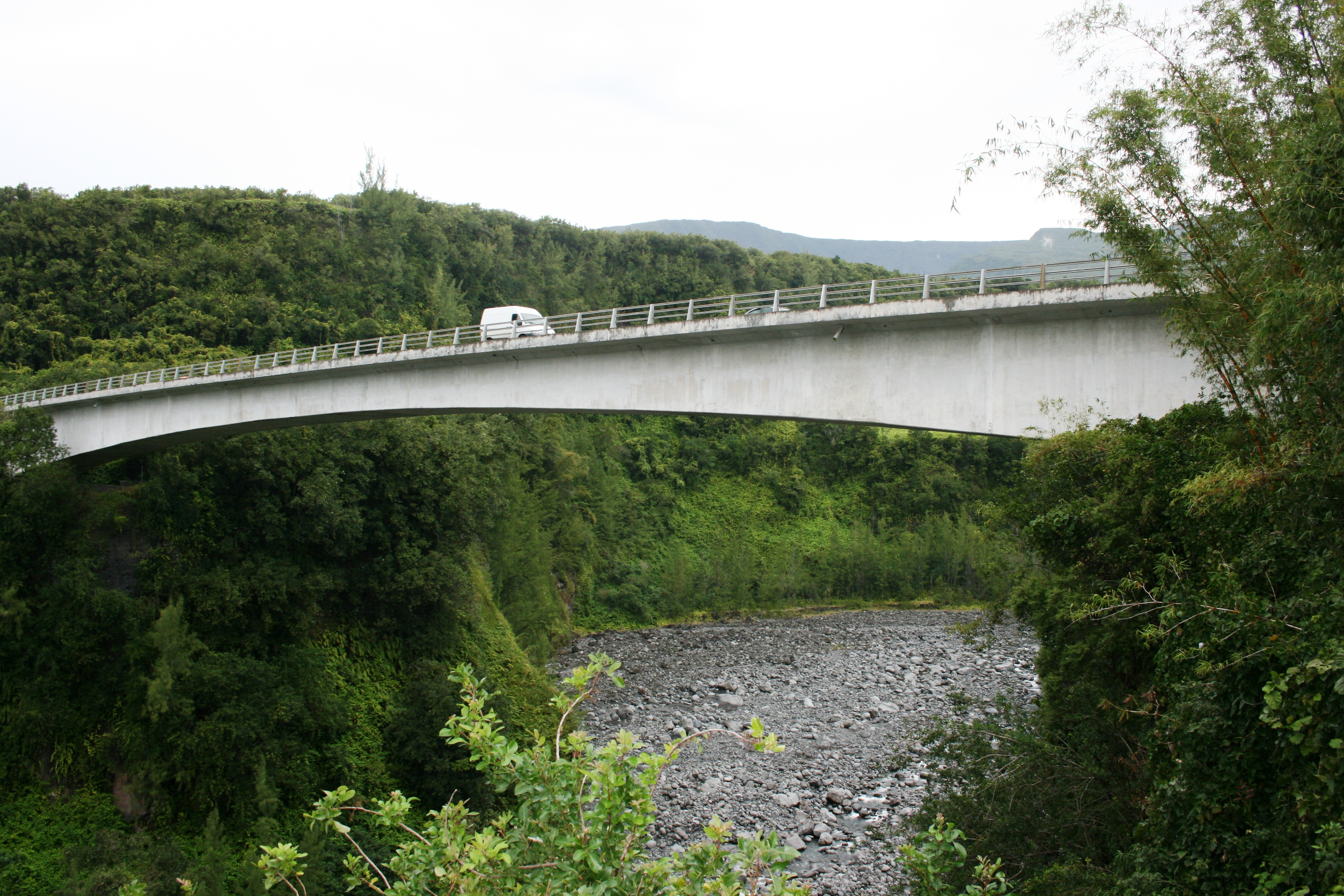
Le nouveau pont en béton franchissant la Rivière de l'Est en amont.

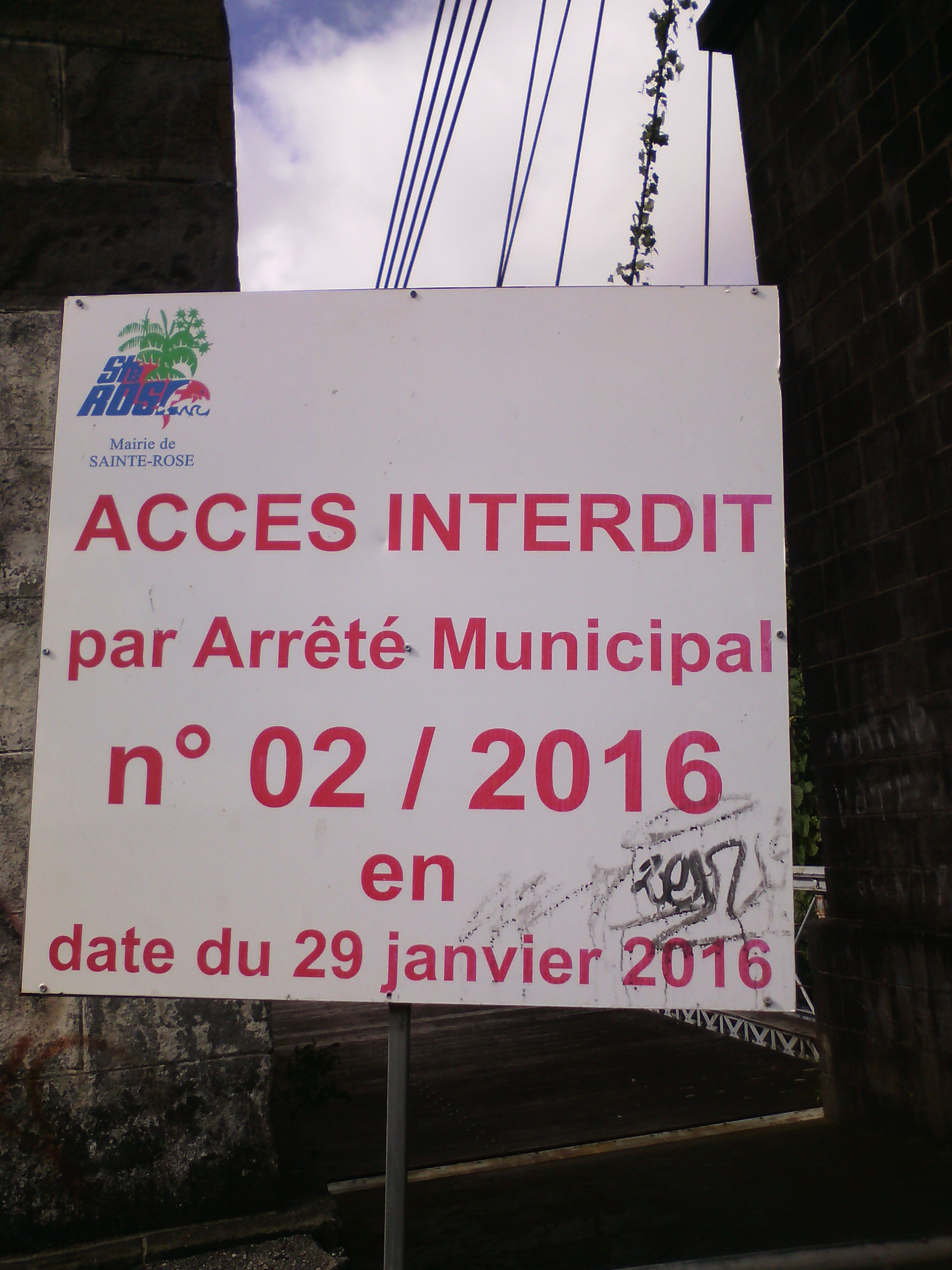
Panneau interdisant l'accès au pont suspendu de la Rivière de l'Est entre 2016 et 2023.

Le pont a résisté à tous les cyclones tropicaux qui ont frappé l'île et au glissement de terrain qui en 1927 provoqua une crue considérable.
Il est resté en service jusqu'en 1979, date à laquelle est livré le pont routier en béton parallèle, situé quelques mètres en amont. Le pont sert ensuite de lieu de promenade pour les touristes en route pour le Grand Brûlé.
Il est inscrit aux monuments historiques par arrêté du 14 mars 2014, puis classé le 7 mai 2018.
Depuis le début des années 2010, la dégradation du pont, rongé par la rouille, est régulièrement mise en avant. Des travaux de rénovation sont annoncés en 2015. Fin 2017, un rapport d’expertise chiffre le coût de la rénovation à près de 10 millions d’euros, sa protection au titre des monuments historiques pouvant donner lieu à l’octroi de subventions de travaux.
Le 29 janvier 2016, en raison de sa vétusté, le pont est fermé aux piétons. Rénové grâce au loto du patrimoine, le pont est rendu à la circulation piétonne en décembre 2023, après plusieurs années de travaux sur les piles, les câbles et le tablier,,.